# Provincia del Logone Orientale
La provincia del Logone Orientale è una delle province del Ciad, prende il nome dal fiume Logone. Il capoluogo è Doba.

## Suddivisioni amministrative
La provincia è divisa nei seguenti dipartimenti:
| Dipartimento     | Capoluogo | Comuni                                          |
| ---------------- | --------- | ----------------------------------------------- |
| Kouh Occidentale | Béboto    | Béboto, Baké, Dobiti                            |
| Kouh Orientale   | Bodo      | Bodo, Bédjo, Beti                               |
| La Nya           | Bébédjia  | Bébédjia, Béboni, Kome, Mbikou, Miandoum        |
| La Nya Pendé     | Goré      | Békan, Donia, Goré, Yamodo                      |
| La Pénde         | Doba      | Doba, Kara, Madana                              |
| Monts de Lam     | Baïbokoum | Baïbokoum, Bessao, Larmanaye, Mbaïkoro, Mbitoye |